# Ferenc Bene
Ferenc Bene [ˈfɛrɛnts ˈbɛnɛ] (* 17. Dezember 1944 in Balatonújlak; † 27. Februar 2006 in Budapest) war ein ungarischer Fußballspieler.

## Erfolge mit Újpesti Dózsa
Seine Karriere begann er mit 17 Jahren beim Verein Újpesti Dózsa, für den er 17 Jahre lang spielte. Zwischen 1961 und 1978 erzielte er in 417 Ligaspielen für den Verein 303 Treffer. In dieser Zeit gewann er mit dem Verein achtmal die ungarische Meisterschaft – dabei von 1969 bis 1974/75 sieben Titel in Folge – sowie dreimal – 1969, 1970, 1974/75 – den ungarischen Pokal.
In der Serie 1968/69 stand er mit Újpest nach Erfolgen gegen Aris Saloniki, Legia Warschau, Leeds United und im Halbfinale gegen Göztepe Izmir auch im Finale des Messepokal, welches aber mit 2:3 gegen Newcastle United verloren wurde. Die Mannschaftskameraden Antal Dunai (10 Tore) und Bene mit neun Treffern führten die Torschützenliste im Messepokal an. Die Mannschaft startete eine beeindruckende Serie von sieben Siegen in der obersten Klasse. Újpest gewann alle Meisterschaften von 1969 bis 1975, schoss in den sieben Meisterschaften exakt 500 Tore und erreichte fast jedes Jahr das Viertelfinale im Europapokal der Landesmeister. In der Saison 1973/74 erreichte die Mannschaft sogar das Halbfinale, wo erst der spätere Gewinner Bayern München dem Siegeszug der Violetten Einhalt gebot. Nationaler Torschützenkönig wurde der untersetzte, kräftige und dynamische Torjäger in den Jahren 1962/63 (23), 1971/72 (29), 1972/73 (23) und 1974/75 mit 20 Toren.
Markenzeichen dieser Mannschaft war der Torerfolg. Die berühmte Angriffsformation Fazekas – Göröcs – Bene – Dunai II – Zámbó, unter Trainer Lajos Baróti faszinierte Tausende von Fußballfans sowohl in Ungarn als auch in anderen Ländern.

## Olympisches Gold mit der Nationalmannschaft
Am 14. Oktober 1962 debütierte das 17-jährige Angriffstalent von Ujpesti Dozsa beim Länderspiel in Budapest gegen Jugoslawien (0:1) in der Nationalmannschaft. 1964 wurde er mit der Nationalmannschaft Dritter bei der Fußball-Europameisterschaft in Spanien. Er erzielte in der Endrunde im Halbfinalspiel am 17. Juni in Madrid gegen Spanien das Tor zum zwischenzeitlichen 1:1-Ausgleich und brachte Ungarn im Spiel um Platz 3 am 20. Juni in Barcelona in der 10. Minute mit 1:0 gegen Dänemark in Führung. In der EM-Qualifikation hatte er im Viertelfinale am 23. Mai 1964 in Budapest beim Rückspiel gegen Frankreich das Siegtor zum 2:1 erzielt. Im selben Jahr wurde er bei den Olympischen Spielen in Tokio Torschützenkönig. Bene erzielte insgesamt zwölf Tore – unter anderem alle Tore beim 6:0-Sieg im Gruppenspiel gegen Marokko und einen Treffer beim 2:1 im Finale gegen die Tschechoslowakei – und trug so entscheidend zur Goldmedaille der Ungarn bei.
Spektakulär war auch sein Auftritt bei der Weltmeisterschaft 1966 in England, wo er gegen Brasilien schon in der dritten Minute ein Tor schoss und durch einen Elfmeter das 3:1 für die Ungarn perfekt machte. Für die Brasilianer war das die erste WM-Niederlage seit 1954, als sie ebenfalls gegen Ungarn verloren.
Der Stürmer bestritt von 1962 bis 1979 – er war damit 17 Jahre in der Nationalmannschaft aktiv – insgesamt 76 Länderspiele für Ungarn und erzielte dabei 36 Tore. 1969 wurde er zum ungarischen Fußballer des Jahres gewählt.
Nach Ende seiner Spielerlaufbahn arbeitete er als Trainer, unter anderem in Norwegen. Bei Újpest war er vornehmlich im Jugendbereich tätig, trainierte aber 1992–93 auch die erste Mannschaft. Bene fugierte als Assistenztrainer seines vormaligen Mannschaftskameraden Antal Dunai als dieser als Cheftrainer die Ungarische U21 zu den Olympischen Spielen 1996 in Atlanta führte. Dort schieden die Magyaren aber bereits nach der Vorrunde punktlos aus.
In späterer Zeit trainierte Ference Bene auch eine Frauenfußballmannschaft und das ungarische Beachsoccer-Team.
Ference Bene verstarb 2006 nach langwieriger Behandlung der Folgen eines Sturzes.

## Vereine als Spieler
- Újpesti Dózsa (1961–1978)
- Volán FC (1978–1979, 1983–1984)
- Sepsi-78 Seinäjoki (Finnland / 1981–1982)
- Soroksári VOSE (1984)
- Kecskeméti SC (1985)

## Erfolge
Mannschaft
- Olympische Goldmedaille: 1964
- Ungarische Meisterschaft: 1969, 1970, 1971, 1972, 1973, 1974, 1975, 1978 (8 Titel)
- Ungarischer Pokal: 1969, 1970, 1975
- Messepokal: Finalist 1969

Persönlich
- Torschützenkönig Europameisterschaft: 1964 (2 Tore)
- Torschützenkönig Olympische Spiele: 1964 (12 Tore)
- Torschützenkönig des Messepokal: 1969 (9 Tore)
- Torschützenkönig der ungarischen Liga: 1963 (23 Tore), 1969 (27), 1972 (29), 1973 (23), 1975 (20)
- Ungarns Fußballer des Jahres: 1969